# Leiolepis
Sous-famille
Synonymes
- Leiolepides Fitzinger, 1843
- Leiolepinae Fitzinger, 1843

Genre
Leiolepis est un genre de sauriens de la famille des Agamidae, le seul de la sous-famille des Leiolepidinae. On l'appelle aussi Agame-papillons car ses flancs présentent des zones de noir et de jaune ou d'orange, comme les ailes d'un papillon.

## Répartition
Les 9 espèces de ce genre se rencontrent dans le sud de l'Asie de l'Est et en Asie du Sud-Est dans les forêts claires des plaines sablonneuses côtières ou ouvertes.

## Description
Les agames-papillons sont des animaux terrestres et fouisseurs diurnes qui passent la plupart de leur temps dans des terriers. Ils se nourrissent principalement des végétaux, de plantes basses mais on pense qu'ils mangent aussi des crabes et des insectes. Ce sont tous des ovipares pondant de 1 à 8 œufs mais au moins trois espèces (dont Leiolepis triploida) sont parthénogénétiques.

## Liste des espèces
Selon The Reptile Database (14 mai 2014) :
- Leiolepis belliana (Hardwicke & Gray, 1827)
- Leiolepis boehmei Darevsky & Kupriyanova, 1993
- Leiolepis guentherpetersi Darevsky & Kupriyanova, 1993
- Leiolepis guttata Cuvier, 1829
- Leiolepis ngovantrii Grismer & Grismer, 2010
- Leiolepis peguensis Peters, 1971
- Leiolepis reevesii (Gray, 1831)
- Leiolepis rubritaeniata Mertens, 1961

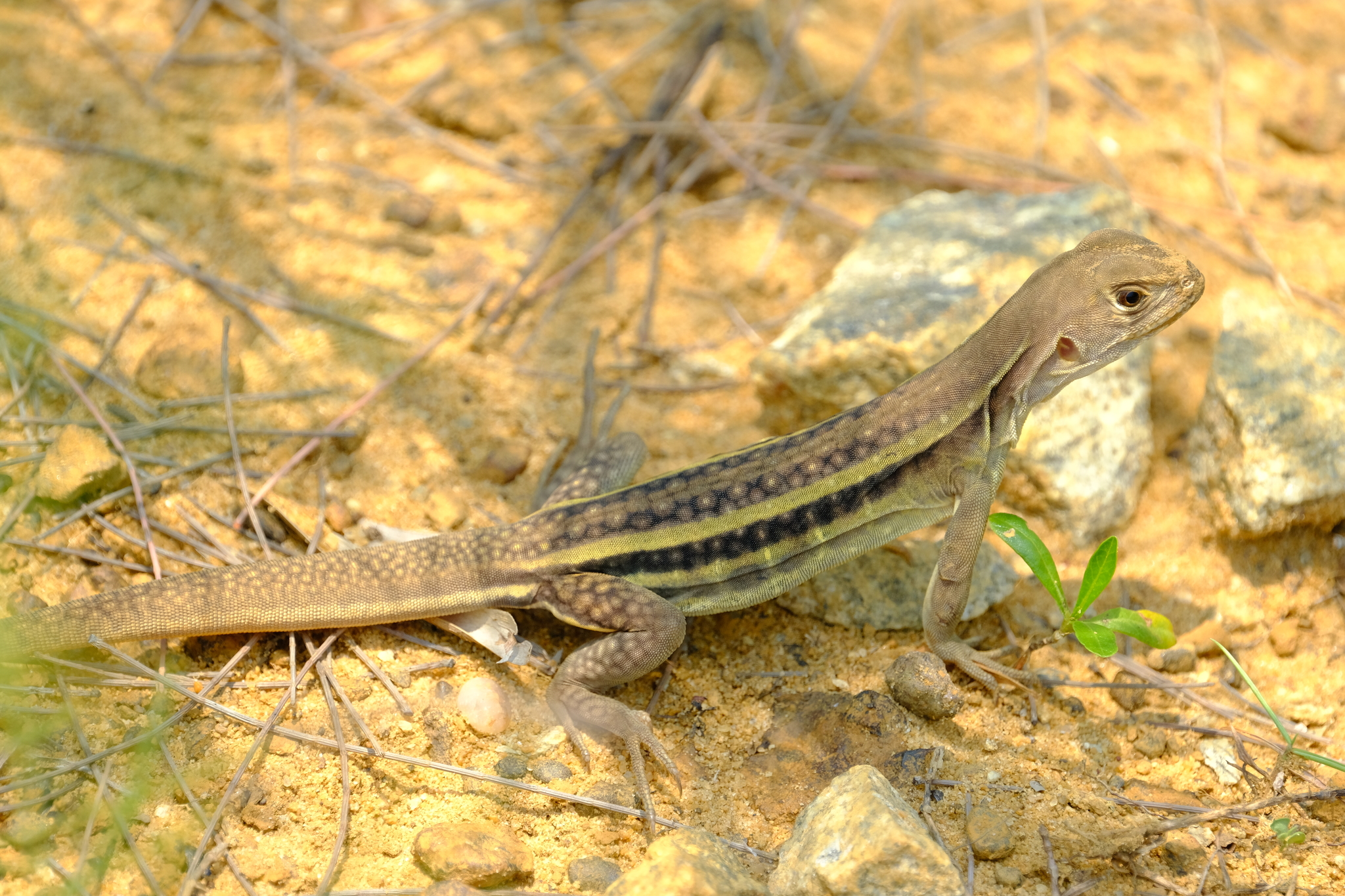
Leiolepis guentherpetersi

- Leiolepis triploida Peters, 1971

## Publications originales
- Cuvier, 1829 : Le Règne Animal distribué, d'après son organisation, pour servir de base à l'Histoire Naturelle des Animaux et d'introduction à l'Anatomie Comparé. Nouvelle Édition. Les Reptiles. Déterville, Paris, vol. 2, p. 1-406 (texte intégral)
- Fitzinger, 1843 : Systema Reptilium, fasciculus primus, Amblyglossae. Braumüller et Seidel, Wien, p. 1-106 (texte intégral).